# Prostemmiulus heterops
Prostemmiulus heterops är en mångfotingart som beskrevs av Chamberlin 1923. Prostemmiulus heterops ingår i släktet Prostemmiulus och familjen Stemmiulidae. Inga underarter finns listade i Catalogue of Life.